# Xoriguer ullblanc
El xoriguer ullblanc (Falco rupicoloides) és el nom científic d'un ocell rapinyaire de la família dels falcònids (Falconidae) que habita l'Àfrica oriental i meridional. El seu estat de conservació es considera de risc mínim.

## Morfologia
- Fan una llargària de 36-40 cm i un pes del voltant de 250 g els mascles i 300 les femelles. Els clades meridionals són majors que els septentrionals.
- Cap i coll amb ratlles negres sobre un fons vermellós. Dors marró amb barres horitzontals negres. Cua de color pissarra amb bandes negres i punta blanca. Les plomes de la part inferior de l'abdomen són gris clar.
- Iris blanc. Bec gris blavós amb cera groga. Potes grogues.

## Hàbitat i distribució
Planures obertes i estepes amb acàcies de l'Àfrica oriental (Etiòpia, nord-oest de Somàlia, Uganda, Kenya i nord-est de Tanzània) i Àfrica meridional (Angola, sud-oest de Zàmbia, Namíbia, Botswana, Zimbàbue, sud-oest de Moçambic i Sud-àfrica).

## Sistemàtica
Se n'han descrit tres subespècies:
- Falco rupicoloides fieldi (Elliot, 1897), Etiòpia i Somàlia.
- Falco rupicoloides arthuri (Gurney, 1884), Kenya i nord-est de Tanzània.
- Falco rupicoloides rupicoloides, Smith, A., 1829, Àfrica meridional.